# الغزو العراقي لإيران (1980)
بدأ الغزو العراقي لإيران في 22 أيلول سبتمبر واستمر حتى 7 كانون الأول ديسمبر 1980. وأخيرا، أدت المقاومة الإيرانية إلى تعطيل غزو العراق. وعلى الرغم من ذلك، استطاع العراق أن يستولى على أكثر من 15الف كيلومتر مربع من الأراضي الإيرانية. وقد اتخذ العراق موقفا دفاعيا منذ ذلك الحين. وقد أدى هذا الغزو إلى حرب استمرت ثماني سنوات بين إيران والعراق.
في 17 سبتمبر أعلن صدام حسين أن العراق ألغى اتفاقية الجزائر لعام 1975 وأعلن أنه سيمارس سيادته الكاملة على شط العرب لإعادة الوضع القانوني له إلى ما قبل عام 1975. وفي 22 سبتمبر، قصفت الطائرات العراقية عشرة مطارات في إيران لتدمير سلاح الجو الإيراني على الأرض. وفي حين أن هذا الهجوم باء بالفشل، فقد عبرت القوات العراقية في اليوم التالي الحدود بقوة وتقدمت إلى إيران في ثلاث رشقات متزامنة على جبهة نحو 400 ميل (644 كم). ومن بين الفرق العراقية الستة التي كانت تغزوها بريا، تم إرسال أربعة إلى خوزستان، التي تقع بالقرب من الطرف الجنوبي للحدود، لقطع شط العرب من بقية إيران، وإنشاء منطقة أمنية إقليمية.
وكان الغرض من الغزو، وفقا لصدام، هو أن يحد إلى حد كبير من حركة الخميني، وإحباط محاولاته لتصدير ثورته الإسلامية إلى العراق ودول الخليج العربي. صدام إعتقد أنه بضم خوزستان سيرسل مثل هذه الضربة لهيبة إيران التي قد تؤدي إلى سقوط الحكومة الجديدة، أو إنهاء دعوات إيران للإطاحة به. وأراد أيضا أن يوضح مكانته في العالم العربي وبين الدول العربية.
عير ابو اليده
صدام حسين دعس راس الخميني

## غرض العراق
أراد العراق إيقاف الانتهاكات الإيراني على الأراضي الحدودية بسبب الثورة الإسلامية في إيران ربما كان اهتمام صدام الأساسي بالحرب أيضا نابعا من رغبته في تصحيح «الخطأ» المفترض في اتفاق الجزائر، بالإضافة إلى تحقيق رغبته في ضم خوزستان وبذلك تصبح القوة العظمى الإقليمية. كان هدف صدام حسين استبدال مصر بأنها «زعيم للعالم العربي» ولتحقيق الهيمنة على الخليج العربي. رأى ضعف إيران المتزايد بسبب الثورة، والعقوبات، والعزلة الدولية. صدام استثمر بكثافة في الجيش العراقي منذ هزيمته ضد إيران في عام 1975، شراء كميات كبيرة من الأسلحة من الاتحاد السوفييتي وفرنسا. وبحلول عام 1980، كان العراق يمتلك 200 ألف جندي و2000 دبابة و450 طائرة.:1 إنه شاهد فرصة للهجوم على الجيش الإيراني القوي الذي أحبطه في الفترة 1974–1975، ورأى فرصة للهجوم، وذلك باستخدام التهديد بالثورة الإسلامية كذريعة.

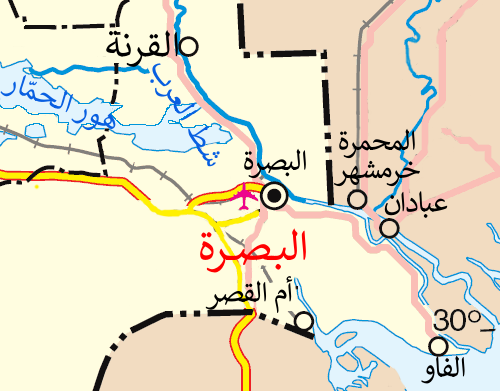
المجرى المائي لشط العرب على الحدود الإيرانية العراقية

ومن شأن غزو ناجح لإيران أن يوسع من احتياطيات النفط العراقية وأن يجعل من العراق القوة المهيمنة في المنطقة. ومع اجتياح الفوضى لإيران، تحققت فرصة للعراق لضم مقاطعة خوزستان الغنية بالنفط.:261 وبالإضافة إلى ذلك، فإن سكان خوزستان العرقيين العرب من شأنهم أن يسمحوا لصدام بأن يشكل كمحرر للعرب من الحكم الفارسي.:260 وقد شجعت دول خليجية مثل السعودية والكويت العراق على الهجوم، لأنها تخشى أن تحدث ثورة إسلامية داخل حدودها. كما ساعد بعض المنفيين الإيرانيين في إقناع صدام بأنه إذا ما غزا فإن الجمهورية الإسلامية الوليدة سوف تنهار بسرعة.
وقال رعد الحمداني، الفريق العراقي السابق، إن العراقيين يعتقدون أنه بالإضافة إلى الثورات العربية، سيتم سحب الحرس الثوري من طهران، مما سيؤدي إلى ثورة مضادة في إيران تؤدي إلى انهيار حكومة الخميني، وبالتالي ضمان النصر العراقي. ومع ذلك، وبدلا من التحول ضد الحكومة الثورية كما توقع الخبراء، احتشد الشعب الإيراني (بما في ذلك عرب إيران) لدعم البلاد ووضع مقاومة شرسة.

## المقدمة
ففي الفترة 1979–1980، كان العراق المستفيد من طفرة نفطية شهدت 33 مليار دولار من دولارات الولايات المتحدة، وهو ما سمح للحكومة بالإنفاق على مشاريع مدنية وعسكرية على حد سواء. في عدة مناسبات، ألمح صدام إلى الفتح الإسلامي لإيران في الترويج لموقفه ضد إيران. فعلى سبيل المثال، في 2 نيسان أبريل 1980، أي قبل نصف عام من اندلاع الحرب، في زيارة إلى جامعة البستاني في بغداد، رسم أوجه الشبه لهزيمة الفرس في معركة القادسية التي وقعت في القرن السابع:
وباسمك يا أشقاء وباسم العراقيين والعرب في كل مكان نقول لأولئك الجبناء والأقزام الذين يحاولون الانتقام من القادسية أن روح القادسية ودم وشرف أهل القادسية الذين حملوا الرسالة على رؤوسهم أكبر من محاولاتهم.
ففي الفترة 1979–1980، اندلعت أعمال شغب مناهضة لحزب البعث في المناطق الشيعية في العراق من قبل الجماعات التي كانت تعمل نحو ثورة إسلامية في بلادها. كان صدام ونوابه يعتقدون أن أعمال الشغب كانت مستوحاة من الثورة الإيرانية وحرضت عليها الحكومة الإيرانية. في 10 آذار مارس 1980، عندما أعلن العراق أن سفير إيران شخص غير مرغوب فيه، وطالب بانسحابه من العراق بحلول 15 آذار مارس، ردت إيران بخفض مستوى علاقاتها الدبلوماسية إلى مستوى القائم بالأعمال، وطالبت العراق بسحب سفيرها من إيران. وفي أبريل 1980، تم شنق آية الله العظمى محمد باقر الصدر وأخته أمينة حيدر (المعروفة باسم بنت الهدى) كجزء من حملة لاستعادة السيطرة على جنوب العراق. وتسبب إعدام آية الله العظمى في العراق في غضب عارم في جميع أنحاء العالم الإسلامي، وخاصة بين الشيعة.
في أبريل 1980، اغتال المقاتلون الشيعة 20 من مسؤولي حزب البعث، وقتل نائب رئيس الوزراء طارق عزيز في 1 أبريل تقريبا؛ ونجا عزيز، ولكن 11 طالبا قتلوا في الهجوم. وبعد ذلك بثلاثة أيام، تم قصف موكب الجنازة لدفن التلاميذ. نجا وزير الإعلام العراقي لطيف نصيف جاسم بالكاد من عملية اغتيال لمسلحين شيعة. دعوات الشيعة المتكررة للإطاحة بحزب البعث والدعم المزعوم الذي تلقوه من حكومة إيران الجديدة قاد صدام إلى اعتبار إيران على نحو متزايد تهديدا، إذا تم تجاهله، قد يطيح به في يوم ما؛ ولذلك استخدم هذه الهجمات ذريعة للهجوم على إيران في أيلول سبتمبر، على الرغم من أن المناوشات على طول الحدود الإيرانية العراقية أصبحت بالفعل حدثا يوميا بحلول أيار مايو من ذلك العام.
وسرعان ما قام العراق بعد ذلك بمصادرة ممتلكات 70,000 مدني يعتقد أنهم من أصل إيراني وطردوا من أراضيه. كان العديد من الأشخاص المطرودين، إن لم يكن معظمهم، هم في الواقع شيعة عراقيون يتحدثون اللغة العربية الذين لا تربطهم بإيران سوى القليل من العلاقات الأسرية. أدى ذلك إلى زيادة حدة التوتر بين البلدين.
وساعد العراق أيضا في التحريض على أعمال شغب بين العرب الإيرانيين في إقليم خوزستان، ودعمهم في نزاعاتهم العمالية، وتحويل الانتفاضات إلى معارك مسلحة بين الحرس الثوري الإيراني والمسلحين، مما أدى إلى مقتل أكثر من 100 شخص على الجانبين.[بحاجة لتوضيح] في بعض الأحيان، ودعم العراق أيضا التمرد المسلح من قبل الحزب الديمقراطي الكردستاني الإيراني في كردستان. أبرز هذه الأحداث هو حصار السفارة الإيرانية في لندن، والذي أخذ فيه ستة متمردين من العرب الخوزستانيين موظفي السفارة الإيرانية كرهائن، مما أدى إلى حصار مسلح انتهى أخيرا بواسطة الخدمة الجوية الخاصة البريطانية.

### النزاعات الحدودية المؤدية إلى الحرب
وبحلول أيلول سبتمبر، كانت المناوشات بين إيران والعراق تزداد عددا. وبدأ العراق في النمو بجرأة وقصف وشن غارات حدودية في الأراضي المتنازع عليها. ردت إيران بقصف عدة بلدات ومراكز حدودية عراقية، على الرغم من أن ذلك لم يفعل شيئا يذكر لتغيير الحالة على أرض الواقع. وبحلول 10 أيلول سبتمبر، أعلن صدام أن الجيش العراقي «حرر» كل الأراضي المتنازع عليها داخل إيران. وفي ختام «عمليات التحرير»، في 17 أيلول سبتمبر، وفي بيان موجه إلى البرلمان العراقي، قال صدام:

إن الانتهاكات الإيرانية الصارخة والسافرة للسيادة العراقية... جعلت اتفاق الجزائر لعام 1975 باطل ولاغ... هذا النهر [ شط العرب ]... يجب أن يستعيد هويته العربية العراقية كما كان عبر التاريخ بالاسم وفي الواقع مع كل حقوق التخلص التي تنبع من السيادة الكاملة على النهر... نحن لا نرغب بأي حال من الأحوال في شن حرب على إيران.
وعلى الرغم من مزاعم صدام بأن العراق لا يريد الحرب مع إيران، فإنه في اليوم التالي قامت قواته بمهاجمة مواقع حدودية إيرانية استعدادا للغزو المخطط له. هاجمت فرقة المشاة الميكانيكية السابعة والفرقة الرابعة للمشاة الحدود الإيرانية الحدودية المؤدية إلى مدينتي فكه وبستان، مما فتح الطريق للرشقات المدرعة في المستقبل إلى إيران. وبسبب الفوضى الداخلية، لم تتمكن إيران من صد الهجمات، والتي أدت بدورها إلى أن تصبح العراق أكثر ثقة في تفوقها العسكري على إيران ودفعها إلى الاعتقاد بأنها في انتصار سريع.

## العملية

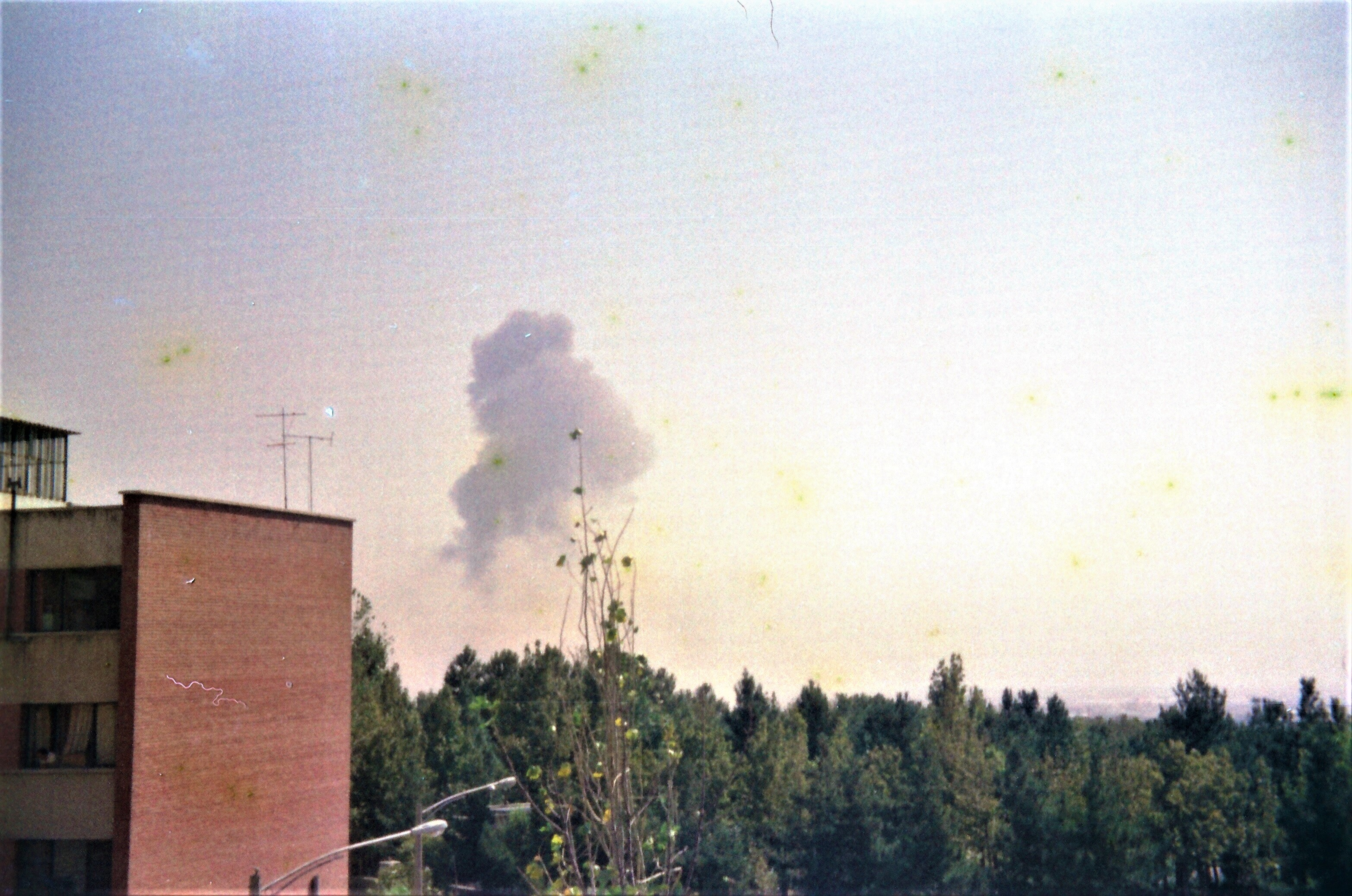
انفجار في قاعدة مهرآباد الجوية في طهران بعد أن هاجمت القوات العراقية طهران في 22 أيلول سبتمبر 1980

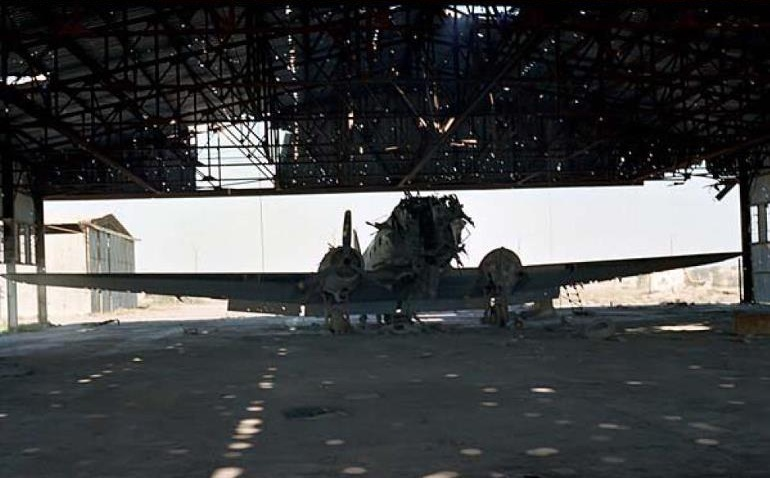
طائرة سي-47 سكاي ترين إيرانية مدمرة

### الهجوم الجوي
وقد شن العراق غزو واسع النطاق لإيران في 22 أيلول سبتمبر 1980. وشنت القوات الجوية العراقية ضربات جوية مفاجئة على عشرة مطارات إيرانية بهدف تدمير سلاح الجو الإيراني، قامت بمحاكاة القوات الجوية الإسرائيلية في حرب الأيام الستة. فقد فشل الهجوم في إلحاق الضرر بالقوات الجوية الإيرانية بشكل كبير: فقد ألحق الضرر ببعض البنية الأساسية الجوية الإيرانية، ولكنه فشل في تدمير عدد كبير من الطائرات: فقد تمكنت القوات الجوية العراقية من الضرب بعمق مع بضع طائرات من طراز MiG-23BN وTu-22 وطائرة من طراز Su-20. وتمكنت ثلاث طائرات من طراز ميغ-23s من مهاجمة طهران، وضرب مطارها، ولكنها دمرت بضع طائرات فقط.

### الغزو البري
وفي اليوم التالي، شن العراق غزوا بريا على طول جبهة مساحتها 644 كـم (400 ميل) في ثلاث هجمات متزامنة.
ومن بين الفرق العراقية الستة التي كانت تغزوها بريا، تم إرسال أربعة إلى خوزستان، التي تقع بالقرب من الطرف الجنوبي للحدود، لقطع شط العرب  من بقية إيران، وإنشاء منطقة أمنية إقليمية.:22 غزت الشعبتان الأخريين الجزء الشمالي والأوسط من الحدود للحيلولة دون وقوع هجوم مضاد لإيران.

#### الجبهة الشمالية
على الجبهة الشمالية، حاول العراقيون إقامة موقف دفاعي قوي مقابل السليمانية لحماية مجمع نفط كركوك العراقي.:23

#### الجبهة المركزية
على الجبهة المركزية، احتل العراقيون مهران، وتقدم نحو سفوح جبال زاغروس، وتمكنوا من عرقلة طريق الغزو التقليدي بين طهران وبغداد من خلال تأمين الأراضي إلى الأمام من قصر شيرين، إيران.:23

#### الجبهة الجنوبية

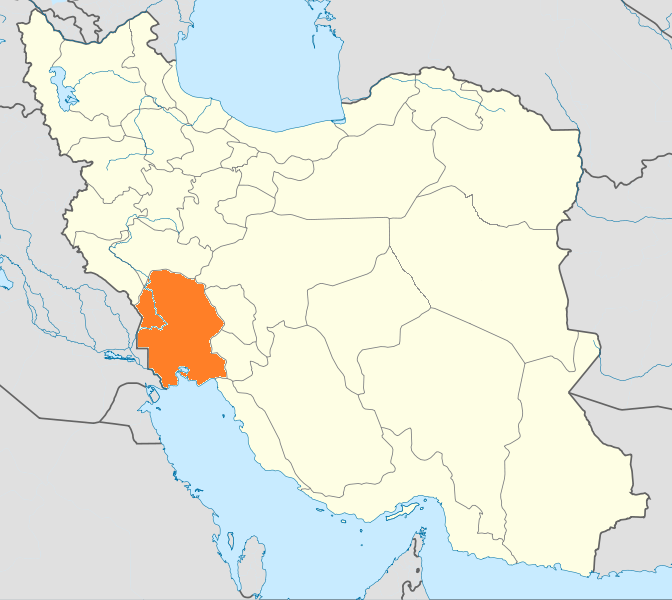
موقع مقاطعة خوزستان في إيران

وقد قامت اثنتان من الفرق العراقية الأربع التي غزت خوزستان، وواحدة آلية ومدرعة، بالعمل بالقرب من الطرف الجنوبي، وشرعا في حصار مدينتي عبدان وخورامشهر ذات الأهمية الاستراتيجية للميناء.:22 وقامت الشعبتان الأخران، كلتاهما مصفحة، بتأمين الأراضي التي يحدها كل من مدن خرمشهر والأهواز وسوسنغرد وموسيان.:22
ولم تتحقق آمال العراقيين في انتفاضة من جانب العرب العرفيين في خوزستان، لأن معظم العرب العرفيين لا يزالون موالين لإيران. وصف باتريك بروجان القوات العراقية التي كانت تتقدم إلى إيران في عام 1980 بأنها «أدت بشدة وتفتقر إلى الروح العدائية».:261 من المحتمل أن يكون قد وقع أول هجوم للعراق على إيران بالأسلحة الكيميائية في أثناء القتال حول سوسنغرد.

#### معركة خرمشهر الأولى
في 22 أيلول سبتمبر، بدأت معركة مطولة في مدينة خرمشهر، مما أدى في نهاية المطاف إلى مقتل 7000 شخص في كل جانب. وانعكاسا للطبيعة الدموية للنضال، أصبح الإيرانيون يطلقون على خرمشهر «مدينة الدم» (خونین شهر).
وبدأت المعركة بغارات جوية عراقية ضد نقاط رئيسية وانقسامات ميكانيكية تتقدم على المدينة في تشكيل يشبه الهلال. وقد تباطأت هذه الهجمات بفعل الهجمات الجوية وقوات الحرس الثوري الإيراني ببنادق عديمة الارتداد، وقنابل صاروخية، وقنابل مولوتوف. غمر الإيرانيون مناطق المستنقعات حول المدينة، مما أجبر العراقيين على اجتياز المناطق الضيقة من الأراضي. الدبابات العراقية شنت هجمات بدون أي دعم للمشاة، وفقد العديد من الدبابات للفرق الإيرانية المضادة للدبابات. ومع ذلك، تمكن العراقيون، بحلول 30 أيلول سبتمبر، من تصفية الإيرانيين من ضواحي المدينة. وفي اليوم التالي، شن العراقيون هجمات بالمشاة ومدرعات إلى داخل المدينة. وبعد قتال عنيف من منزل إلى منزل، تم صد العراقيين. وفي 14 تشرين الأول أكتوبر، شن العراقيون هجوما ثانيا. فقد أطلق الإيرانيون انسحابا مسيطر عليه من المدينة والشارع بالشارع. بحلول 24 تشرين الأول أكتوبر، تم الاستيلاء على معظم المدينة، وتم إجلاء الإيرانيين عبر نهر كارون. وبقي بعض الحزبيين، واستمر القتال حتى 10 نوفمبر.

## دفاع وهجوم إيران المضاد

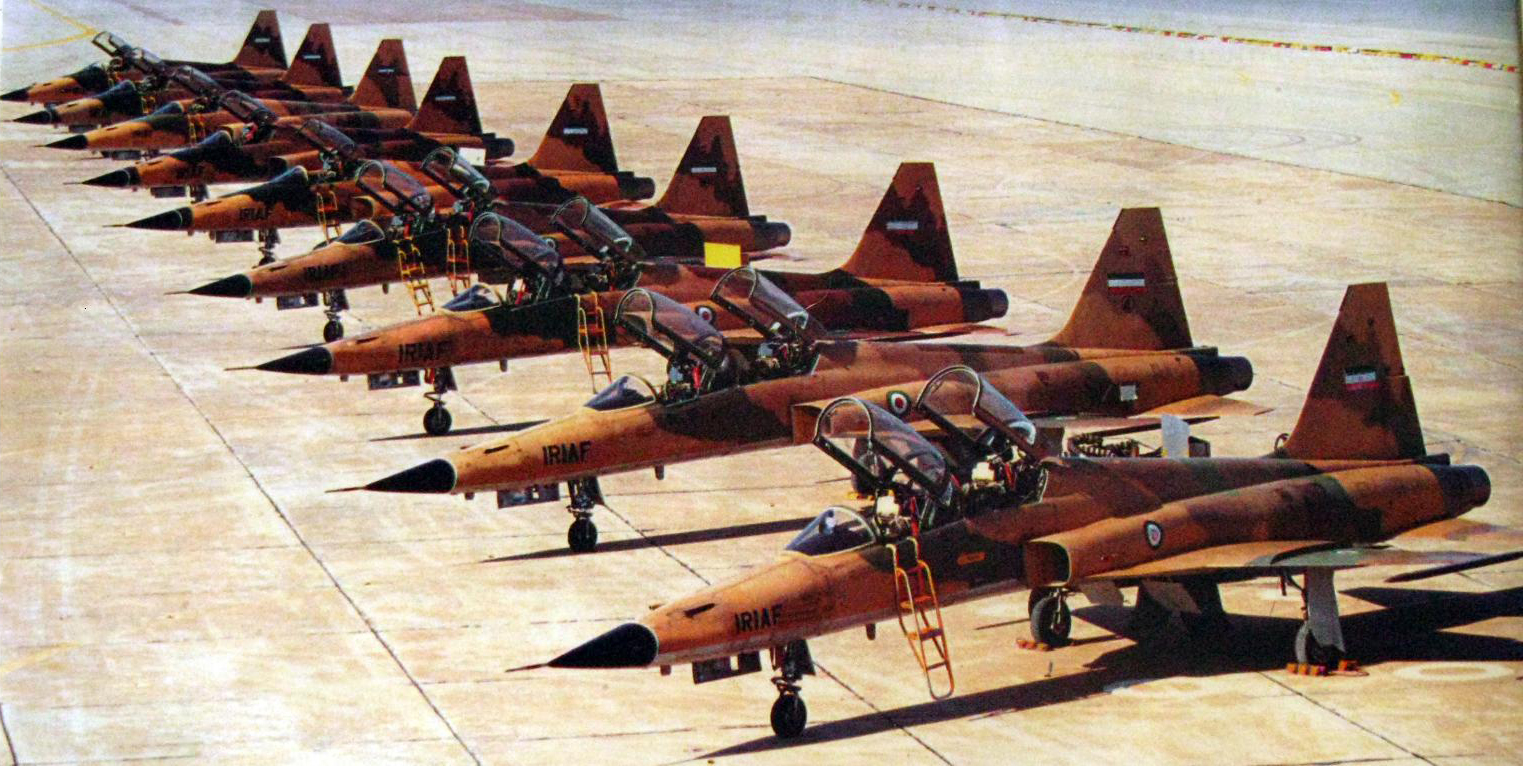
نورثروب إف-5 إيرانية خلال الحرب الإيرانية العراقية

وعلى الرغم من أن الغزو الجوي العراقي فاجئ الإيرانيين، فقد ردت القوات الجوية الإيرانية بشن هجوم على القواعد العسكرية والبنية التحتية العراقية في عملية كامان 99 (القوس 99). وهاجمت مجموعات من مقاتلات من طراز اف -4 ومقاتلات من طراز (اف-5) اهدافا في انحاء العراق مثل منشآت النفط والسدود ومصانع البتروكيماويات ومعامل تكرير النفط ومن بينها قاعدة الموصل الجوية وبغداد ومعمل تكرير النفط كركوك.
وقد بدأت القوة الإيرانية لطائرات هليكوبتر من طراز AH-1 كوبرا بشن هجمات على الفرق العراقية المتقدمة، إلى جانب صواريخ من طراز F-4 مسلحة بصواريخ مافريك؛ دمرت العديد من المركبات المدرعة وعرقلت تقدم القوات العراقية، وإن لم تكن قد أوقفتها تماما. وقد اكتشفت إيران أن مجموعة من اثنين أو ثلاثة من ذرات من طراز F-4 تطير بطائرة من طراز F-4 يمكن أن تصيب أهدافا في أي مكان تقريبا في العراق.:1 من جهة أخرى، صدت طائرات مقاتلة من طراز Tomcat Amocat التابعة لإيران هجمات جوية عراقية على إيران باستخدام قذائف العنقاء التي أسقطت عشرات المقاتلين من المقاتلين في العراق في اليومين الأولين من المعركة. [محل شك]

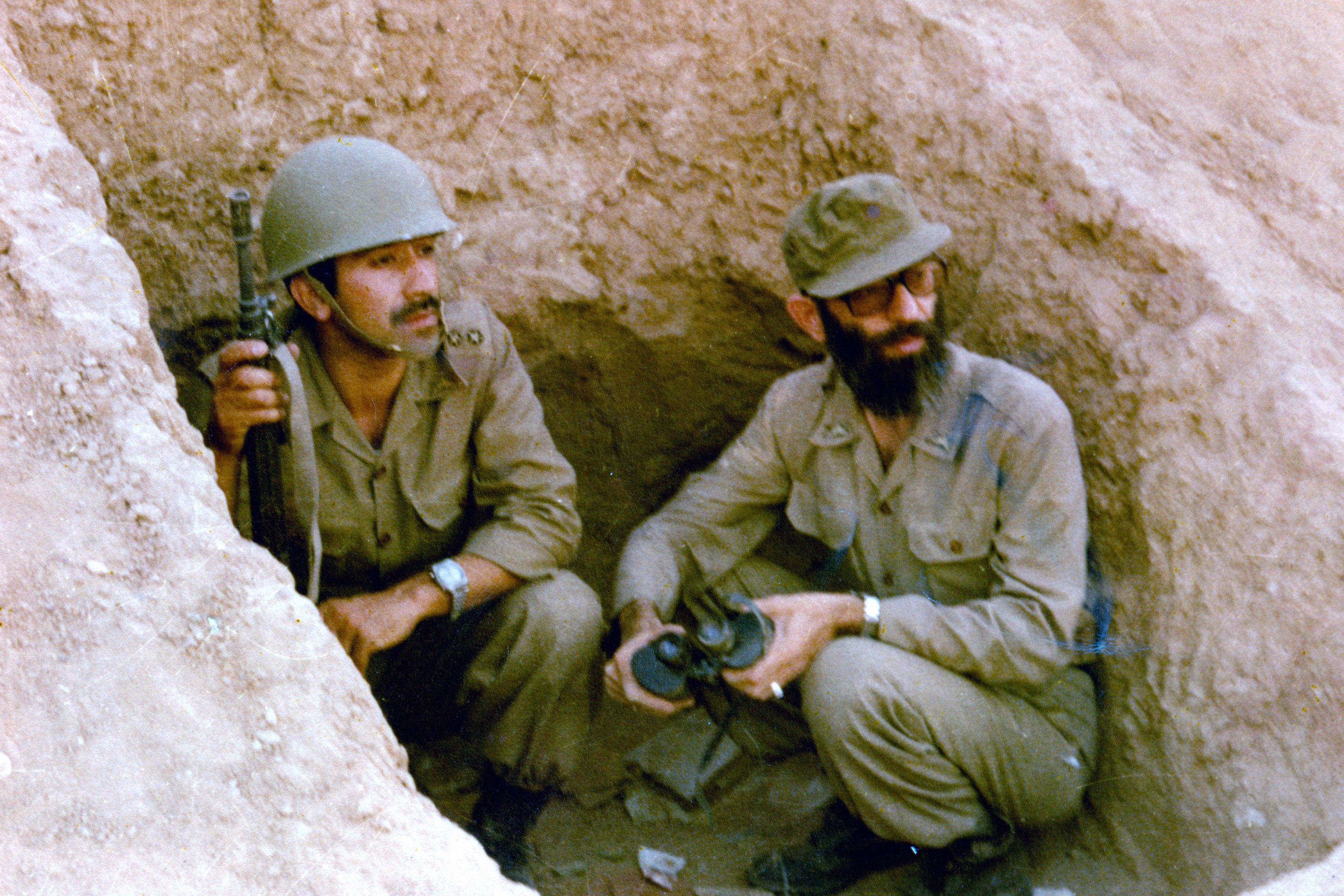
علي خامنئي (يمين)، المرشد الأعلى للثورة الإيرانية في المستقبل، في خندق أثناء الحرب العراقية الإيرانية.

فقد قامت القوات النظامية الإيرانية وقوات الشرطة والمتطوع الباسيج والحرس الثوري بعملياتها كل على حدة، وبالتالي فإن قوات الغزو العراقية لم تواجه مقاومة منسقة. ومع ذلك، في 24 أيلول سبتمبر، هاجمت البحرية الإيرانية البصرة، العراق، ودمرت مطارين للنفط بالقرب من ميناء الفاو العراقي، مما حد من قدرة العراق على تصدير النفط. تراجعت القوات البرية الإيرانية (المكونة أساسا من الحرس الثوري) إلى المدن، حيث أقامت دفاعات ضد الغزاة.
وفي 30 أيلول سبتمبر، أطلقت القوات الجوية الإيرانية عملية سيف الساو، وقامت بضرب مفاعل أوسيراك النووي بالقرب من بغداد وإلحاق أضرار بالغة به.
وبحلول 1 تشرين الأول أكتوبر، تعرضت بغداد لثماني هجمات جوية.:29 ردا على ذلك، شن العراق ضربات جوية ضد أهداف إيرانية.

## تباطئ التقدم العراقي
فقد احتشد شعب إيران، بدلا من تحوله ضد الجمهورية الإسلامية التي لا تزال ضعيفة، حول بلاده. وقد وصل ما يقدر ب 200 الف جندى جديد إلى الجبهة بحلول تشرين الثاني نوفمبر، الكثير منهم من المتطوعين الملتزمة ايديولوجيا.
ورغم أنه تم القبض أخيرا على خورامشهر، فإن المعركة أدت إلى تأخير العراقيين بما يكفي للسماح بالانتشار الواسع النطاق للجيش الإيراني. في تشرين الثاني نوفمبر، أمر صدام قواته بالتقدم باتجاه دزفول والأهواز، وفرض الحصار على كلتا المدينتين. غير أن الهجوم العراقي تعرض لدمار شديد من جانب الميليشيات الإيرانية والقوة الجوية. وكانت القوات الجوية الإيرانية قد دمرت مستودعات إمداد الجيش العراقي وإمدادات الوقود، وكانت تخنق البلاد من خلال حصار جوي. ومن ناحية أخرى، لم تستنفد إمدادات إيران، على الرغم من العقوبات، وغالبا ما يقوم الجيش بتفكيك أجزاء احتياطية من قطع غيار معدات أخرى وبدأ في البحث عن أجزاء في السوق السوداء. وفي 28 تشرين الثاني نوفمبر، شنت إيران عملية «مورفاريد بيرل» (بيرل)، وهي هجمة جوية وبحرية مشتركة دمرت 80 في المائة من القوات البحرية العراقية وجميع مواقع الرادار التابعة لها في الجزء الجنوبي من البلد. وعندما فرض العراق حصارا على عبدان وحفرت قواته في محيط المدينة، لم يتمكن من حصار الميناء، مما سمح لإيران بإعادة إمداد عبدان بالبحر.
فقد استنفدت احتياطيات العراق الاستراتيجية، وأصبحت الآن تفتقر إلى القدرة على شن أي هجمات كبرى حتى نهاية الحرب تقريبا. في 7 كانون الأول ديسمبر، أعلن حسين أن العراق سيكون في وضع دفاعي. بحلول نهاية عام 1980، كان العراق قد دمر نحو 500 من الدبابات الإيرانية التي بناها الغرب وأسر 100 دبابة أخرى.